# Oriente 2da. Sección, Comalcalco
Oriente 2da. Sección är en ort i Mexiko.   Den ligger i kommunen Comalcalco och delstaten Tabasco, i den sydöstra delen av landet, 600 km öster om huvudstaden Mexico City. Oriente 2da. Sección ligger 17 meter över havet och antalet invånare är 1 205.
Terrängen runt Oriente 2da. Sección är mycket platt. Runt Oriente 2da. Sección är det ganska tätbefolkat, med 160 invånare per kvadratkilometer. Närmaste större samhälle är Comalcalco, 8,5 km norr om Oriente 2da. Sección. Trakten runt Oriente 2da. Sección består till största delen av jordbruksmark.